# Escala Medvedev-Sponheuer-Karnik
A Escala Medvedev-Sponheuer-Karnik (EMSK) é uma escala de intensidade macrossísmica criada em 1964 por Sergéi Medvédev (antiga URSS), Wilhelm Sponheuer (antiga Alemanha de Leste, RDA) e Vít Kárník (antiga Checoslováquia), tem por base os dados disponíveis nos anos 60 da aplicação da escala de Mercalli modificada (EUA), assim como uma modificação da escala do próprio Medvedev.
A Comissão Sismológica Europeia (CSE) criada em 1949 por alguns cientistas europeus, chefiados por I. Lehmann, utiliza a Escala Macrossísmica Europeia (EMS) que é uma adaptação da EMSK e que contrariamente às escalas sísmicas de magnitude, indica o grau de intensidade pelo qual o terreno é afectado pelo sismo.

## Graus de intensidade
A escala Medvedev-Sponheuer-Karnik é um pouco semelhante à escala Mercalli Modificada (MM) usada nos Estados Unidos. A escala MSK tem 12 graus de intensidade expressos em algarismos romanos (para evitar o uso de decimais):
| Não perceptível              | Não sentida, registrada apenas por sismógrafos. Nenhum efeito sobre os objetos. Nenhum dano aos edifícios. |
| II. Dificilmente perceptível | Sentido apenas por indivíduos em repouso. Nenhum efeito sobre os objetos. Nenhum dano aos edifícios. |
| III. Fraco                   | Sentido dentro de casa por alguns. Objetos pendurados balançam levemente. Nenhum dano aos edifícios. |
| 4. Amplamente observado      | Sentido dentro de casa por muitos e sentido ao ar livre por muito poucos. Algumas pessoas são despertadas. Vibração moderada. Os observadores sentem um leve tremor ou balanço do prédio, quarto, cama, cadeira, etc. Porcelanas, vidros, janelas e portas chacoalham. Objetos pendurados balançam. Móveis claros tremem visivelmente em alguns casos. Nenhum dano aos edifícios. |
| V. Bastante forte            | Sentido dentro de casa pela maioria, ao ar livre por poucos. Algumas pessoas ficam assustadas e correm para fora. Muitas pessoas adormecidas acordam. Os observadores sentem um forte tremor ou balanço de todo o edifício, sala ou móveis. Objetos pendurados balançam consideravelmente. Porcelana e copos batem juntos. Portas e janelas abrem ou fecham. Em alguns casos, os vidros das janelas quebram. Líquidos oscilam e podem derramar de recipientes totalmente cheios. Animais dentro de casa podem ficar inquietos. Pequenos danos a alguns edifícios mal construídos. |
| VI. Forte                    | Sentido pela maioria dentro de casa e por muitos ao ar livre. Algumas pessoas perdem o equilíbrio. Muitas pessoas ficam assustadas e correm ao ar livre. Pequenos objetos podem cair e móveis podem ser deslocados. Pratos e copos podem quebrar. Animais de fazenda podem ficar assustados. Danos visíveis em estruturas de alvenaria, fissuras no reboco. Rachaduras isoladas no chão. |
| VII. Muito forte             | A maioria das pessoas tem medo e tenta correr ao ar livre. A mobília é deslocada e pode ser derrubada. Objetos caem das prateleiras. Salpicos de água dos recipientes. Danos graves a edifícios mais antigos, colapso de chaminés de alvenaria. Pequenos deslizamentos de terra. |
| VIII. Danos                  | Muitas pessoas acham difícil ficar de pé, mesmo ao ar livre. Móveis podem ser derrubados. As ondas podem ser vistas em solo muito macio. Estruturas mais antigas colapsam parcialmente ou sofrem danos consideráveis. Grandes rachaduras e fissuras abrem rochas. |
| IX. Destrutivo               | Pânico geral. As pessoas podem ser atiradas ao chão à força. As ondas são vistas em solo macio. Estruturas abaixo do padrão colapsam. Danos substanciais a estruturas bem construídas. Tubulações subterrâneas se romperam. Fraturamento do solo, deslizamentos de terra generalizados. |
| X. Devastador                | Prédios de alvenaria destruídos, infraestrutura prejudicada. Enormes deslizamentos de terra. Os corpos d'água podem ser transbordados, causando inundações nas áreas circundantes e formação de novos corpos d'água. |
| XI. Catastrófico             | A maioria dos edifícios e estruturas desmoronam. Distúrbios generalizados no solo, tsunamis. |
| XII. Muito catastrófico      | Todas as estruturas de superfície e subterrâneas completamente destruídas. A paisagem mudou em geral, os rios mudaram de rumo, os tsunamis. |